# Рыбалка на белку

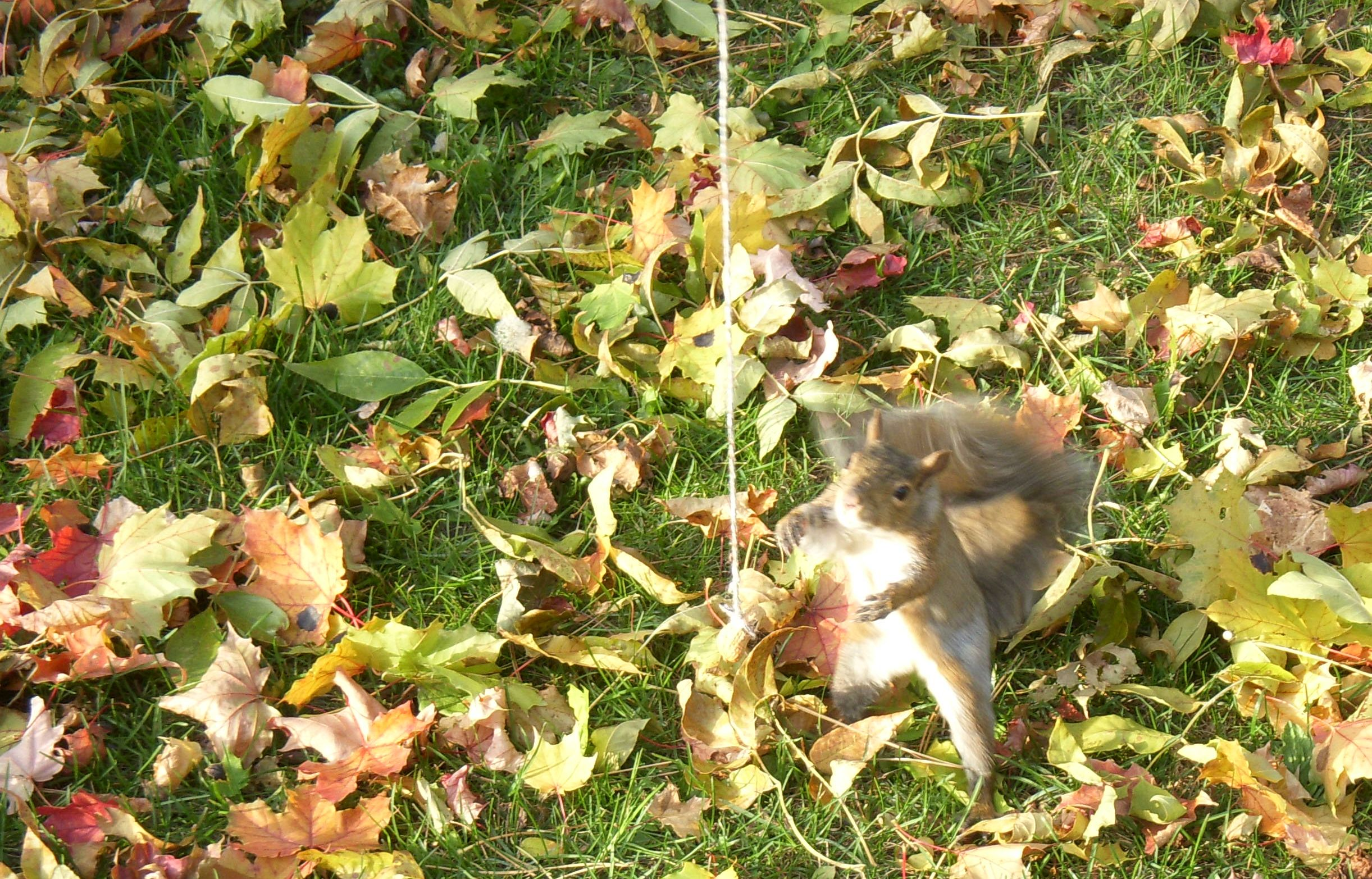
Белка собирается схватить арахис

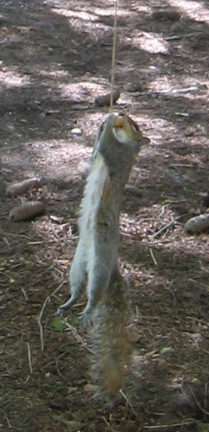
Белка успешно поднята в воздух

Рыбалка на белку (англ. Squirrel Fishing) — развлечение, заключающееся в «ловле» белки с помощью приманки и последующем поднятии её в воздух. Для этого чаще всего используются орех (или арахис), который привязывают к длинной нитке или леске, и — при необходимости — удочка. С помощью такой приманки осторожно привлекают внимание белки, а как только она захватит приманку лапками — тянут верёвку вверх таким образом, чтобы белка на некоторое время повисла над поверхностью земли.
История появления этого развлечения достоверно неизвестна. Старейшее упоминание о нём — статья 1889 года в газете The Pullman Herald  (Пулмен), где отмечается, что рыбалка на белок является популярной забавой в Калифорнии.
Существует дискуссия о месте возникновения современной рыбалки на белок, однако чаще всего местом возрождения интереса к ней называют Гарвард. Это развлечение популяризировали Николас Миддлтон и Змира Зилкза во время своих летних каникул в Школе итальянского языка при Миддлбери-колледж, а также Николас Глой и Ясухиро Эндо в Подразделении инженерных и прикладных наук в Гарвардском университете, опубликовавшие в 1997 году иллюстрированное руководство к данному занятию. К 2004 году это развлечение стало популярным и в других местах: студенческие группы, занимающиеся таким видом деятельности, появились в Университете штата Пенсильвания (Squirrel Fishing Rescue Rangers), в Калифорнийском университете в Беркли (Berkeley Squirrel Fishers, о которой писали в кампусной газете: по состоянию на 2002 год она насчитывала в своём составе более 80 членов и входила в состав общеамериканской ассоциации United States Squirrel Fishers Association) и в Орегонском университете. На 2009 год в Университете штата Огайо также существовал клуб по рыбалке на белок.
Репортажи о рыбалке на белок фигурировали в новостных программах ABC. Статьи о развлечении печатались не только в различных изданиях университетов и колледжей, но и в Los Angeles Times, Fortune, The Oregonian и San Francisco Chronicle. По данным Интернет-издания лондонской газеты The Times, наиболее широко эта забава распространена в США (а объектом ловли, соответственно, являются серые каролинские белки), однако начиная с 1997 года её популярность растёт и в Японии.